# Кирпичное (Омская область)
Кирпичное — упразднённая деревня в Седельниковском районе Омской области. Входила в состав Кейзесского сельского поселения. Исключена из учётных данных в 2008 г.

## География
Располагалась на левом берегу реки Каланцас, в 8 км к юго-западу от села Рагозино.

## История
Основана в 1895 г. В 1928 году деревня Кирпичная состояла из 77 хозяйств. В административном отношении входила в состав Рагозинского сельсовета Седельниковского района Тарского округа Сибирского края.

## Население
По переписи 1926 г. в деревне проживало 416 человек (192 мужчины и 224 женщины), основное население — белоруссы.
Согласно результатам переписи 2002 года в деревне проживал 1 человек, русский.